# Zivildienst in der Schweiz
Der Zivildienst in der Schweiz ist der zivile Ersatzdienst für Militärdienstpflichtige, die den Militärdienst aus Gewissensgründen nicht leisten können. Seit 1992 sieht die Verfassung einen zivilen Ersatzdienst anstelle der Militärdienstleistung vor. 1996 wurde das dazugehörige Zivildienstgesetz in Kraft gesetzt. Bis dahin wurden jedes Jahr mehrere hundert Militärdienstpflichtige wegen Militärdienstverweigerung zu mehrmonatigen Gefängnisstrafen verurteilt. Jahrzehntelang wurde die Einführung eines Zivildienstes gefordert.
Der Vollzug des Zivildienstes fällt in den Zuständigkeitsbereich des Bundes und ist vom Bundesamt für Zivildienst ZIVI beaufsichtigt. Der Zivildienst erfüllt folgende Grundaufträge: Als ziviler Ersatzdienst des Militärdienstes löst er das Problem der Militärdienstverweigerung aus Gewissensgründen. Weiter erbringt er zivile Dienstleistungen im öffentlichen Interesse, wo Ressourcen für die Erfüllung wichtiger Aufgaben der Gemeinschaft fehlen oder nicht ausreichen. Schliesslich leistet er Beiträge im Rahmen des Sicherheitsverbundes Schweiz. Der Einsatz von Zivildienstpflichtigen hat nach den Grundsätzen der Arbeitsmarktneutralität zu erfolgen, das heisst, dass durch den Einsatz von Zivildienstleistenden keine bestehenden Arbeitsplätze gefährdet werden, die Lohn- und Arbeitsbedingungen im Einsatzbetrieb nicht verschlechtert werden und Wettbewerbsbedingungen nicht verfälscht werden.
Dafür anerkennt das Bundesamt für Zivildienst Einsatzbetriebe, die Zivildienstleistende nach definierten Pflichtenheften einsetzen.

## Geschichte
1874 wurde die allgemeine Wehrpflicht in der Bundesverfassung fest geschrieben. Wer sich weigerte, den Dienst zu leisten, wurde von den Militärgerichten zu Gefängnisstrafen verurteilt. 1903 gab es eine erste Petition an den Bundesrat für einen Zivildienst von Seiten eines Pfarrers. 1917 folgte aufgrund eines Modells des Armeekommandos für Zivildienst eine Motion im Parlament, die der Bundesrat ebenfalls ablehnte. 1923 folgte eine weitere Petition. In den 1930er- und 1940er-Jahren verloren Verurteilte zusätzlich zur Gefängnisstrafe für bis zu 10 Jahre ihr Stimmrecht und wurden von öffentlichen Ämtern ausgeschlossen. Dabei wurden die Verurteilten nicht aus der Armee ausgeschlossen und somit alle Jahre wieder aufgeboten und erneut verurteilt bei wiederholter Verweigerung. 1955 gab es eine weitere Motion für einen Zivildienst, 1964 eine parlamentarische Initiative, 1967 einen Vorstoss für eine Verfassungsänderung. 
1972 kam mit der «Münchensteiner-lnitiative» eine allgemein formulierte Volksinitiative zwar zustande, wurde in ihrer vom Parlament ausgearbeiteten Form aber 1977 von Volk und Ständen abgelehnt. 1979 erfolgte die Einreichung der Volksinitiative für einen Zivildienst auf der Grundlage des Tatbeweises, welche 1984 die nun zweite abgelehnte Initiative war, nun mit immerhin eineinhalb Ständen für die Initiative. Im Jahr 1992 sagte das Stimmvolk ja zu einer erneuten Initiative.
Ab Oktober 1996 entschied darum eine Zivilkommission über die Zulassung zum Zivildienst. Zuvor schon waren «privilegierten Dienstverweigerern», also jenen, die sich auf achtenswerte ethische oder religiöse Gründe berufen wollten oder konnten, von den Militärgerichten die Möglichkeit zu einem Ersatzdienst anstelle einer Gefängnisstrafe ermöglicht worden. Die Mehrheit von 432 aus 601 verurteilten Verweigerern hatten sich im Jahr 1987 nicht darauf berufen. In jenem Jahr machten Verweigerungsverhandlungen über einen Viertel aller Militärgerichtsverhandlungen aus. Diese «privilegierten Dienstverweigerer» waren im Parlament auch als «echte Dienstverweigerer aus Gewissensgründen» bezeichnet worden. Zur Debatte standen die Gründe «Unvereinbarkeit mit dem Gewissen» oder die höhere Hürde einer «schweren Gewissensnot». Nach einem Kommissionsantrag von Eva Segmüller war das Geschäft zum Tatbeweis für Dienstverweigerer bei der Beratung im Parlement am 27. September 1983 als Motion überwiesen worden, gefolgt vom Ständerat am 20. Juni 1984. Echte Dienstverweigerer aus Gewissensgründen waren damit im Strafmass und Vollzug nicht mehr den Straffälligen gleichzustellen und wurden entkriminalisiert.

## Zulassungsverfahren ab 2009
Bis zum 1. April 2009 mussten Militärdienstverweigerer, die aus Gewissensgründen nicht den Militärdienst leisten konnten, ein schriftliches Gesuch mit ausführlicher Erläuterung ihres Gewissenskonflikts einreichen. Daraufhin erfolgte eine persönliche Anhörung vor einer zivilen Kommission. Diese Vorgehensweise ist seither nicht mehr in Kraft. Nur wer militärdiensttauglich ist, kann ein Gesuch stellen und zum Zivildienst zugelassen werden. Im Gesuch deklariert er seinen Gewissenskonflikt. Die Bereitschaft, 1,5-mal länger Dienst im Zivildienst als im Militärdienst zu leisten gilt seither als Tatbeweis für den Gewissenskonflikt.
Gesuchsteller ersuchen über das Dienstleistungsportal ZiviConnect um Zulassung. Nach der Registrierung in ZiviConnect können sie ihr Gesuch elektronisch einreichen. Sobald das Gesuch eingereicht wurde, muss der Gesuchsteller innert 3 Monaten einen Einführungstag besuchen, bei welchem er über die Regeln des Zivildienstes informiert wird. Haben Gesuchsteller den Einführungstag besucht, müssen sie innerhalb von zwei Wochen bestätigen, dass sie an ihrem Gesuch festhalten und zum Zivildienst zugelassen werden wollen.
Armeeverbände und bürgerliche Politiker und Politikerinnen setzen sich für die Wiedereinführung der Gewissensprüfung ein. Laut Stefan Holenstein drohe ansonsten längerfristig das Aus für die Schweizer Milizarmee. Die Zulassung zum Zivildienst müsse jährlich auf 1800 Personen begrenzt werden.
Wollen Frauen Zivildienst leisten, müssen sie sich zuerst freiwillig für den Militärdienst melden, worauf sie den bewaffneten Dienst ablehnen können.

## Dienstdauer
Der Zivildienst dauert das 1,5-fache des Militärdienstes, der nicht geleistet wird. Geleistet wird er schwerpunktmässig im Gesundheits- und Sozialwesen sowie im Umweltschutzbereich. Zudem sind Auslandeinsätze in der Entwicklungszusammenarbeit möglich. Wer den Zivildienst verweigert, kann zu einer Freiheitsstrafe bis zu 18 Monaten oder einer Geldstrafe verurteilt werden.

## Einsätze
Zivildienstleistende planen und vereinbaren ihre Einsätze innerhalb der gesetzlichen Vorgaben selbständig. Zur Suche eines Einsatzbetriebs steht dem Zivi das Dienstleistungsportal ZiviConnect zur Verfügung. Darin findet sich eine Onlinedatenbank, die die Suche offener Pflichtenhefte ermöglicht. Aktuell gibt es knapp 5000 anerkannte Einsatzbetriebe. Bei einigen Pflichtenheften ist ein abgeschlossenes Grundstudium, ein Studium oder eine Berufslehre in einer bestimmten Fachrichtung Bedingung.
Verlangt es das Pflichtenheft und wird ein Einsatz von mindestens 54 Tagen geleistet, besucht der Zivildienstleistende einen entsprechenden Ausbildungskurs. Wer einen langen Einsatz ab 180 Tagen im Gesundheits- und Sozialbereich absolviert, besucht zudem eine zweite Kurswoche. Die Ausbildungskurse werden vom Zivildienst in seinem Ausbildungszentrum Schwarzsee (FR) organisiert.

## Einsatzregeln
Alle verfügten Diensttage müssen vor der ordentlichen Entlassung geleistet werden. Eine vorzeitige Entlassung ist nur bei dauerhafter ziviler Arbeitsunfähigkeit möglich (z. B. mind. 70 % IV-Invaliditätsgrad). Vereinbart der Zivildienstleistende die Einsätze nicht selber, wird ein gebührenpflichtiges Aufgebot von Amtes wegen bestellt, in welchem der Ort und der Zeitpunkt des Einsatzes durch das Bundesamt für Zivildienst ZIVI bestimmt wird.
Wer die Rekrutenschule nicht leistet oder nicht vollständig absolviert hat, muss einen Ersteinsatz von 26 Tagen (entspricht einem Einsatz von vier Wochen) spätestens im Folgejahr der rechtkräftigen Zulassung leisten. Er muss zudem einen langen Einsatz von 180 Tagen bis zum Ende des dritten Jahres nach der Zulassung leisten. Der lange Einsatz muss in einem Schwerpunktprogramm geleistet werden.
Wer die Rekrutenschule bestanden hat, muss seinen Ersteinsatz von 54 Tagen (entspricht einem Einsatz von acht Wochen) spätestens im Folgejahr der rechtskräftigen Zulassung leisten. Eine Pflicht für einen langen Einsatz besteht nicht.
Die minimale Einsatzdauer beträgt pro Einsatz 26 Tage. Werden pro Jahr weniger als 26 anrechenbare Diensttage geleistet, ist die Wehrpflichtersatzabgabe geschuldet.

## Tätigkeitsbereiche
Alle Pflichtenhefte sind in einem der folgenden acht Tätigkeitsbereiche eingeordnet:
- Gesundheitswesen
- Sozialwesen
- Schulwesen
- Kulturgütererhaltung
- Umwelt- und Naturschutz, Landschaftspflege und Wald
- Landwirtschaft
- Entwicklungszusammenarbeit und humanitäre Hilfe
- Vorbeugung und Bewältigung von Katastrophen und Notlagen sowie Regeneration nach solchen Ereignissen

### Schwerpunktprogramm (SPP)
Der Zivildienst konzentriert die Wirkung der Einsätze in Schwerpunktprogrammen, wo im öffentlichen Interessen Handlungsbedarf und Ressourcenmangel ausgewiesen sind. Zivis, die die Rekrutenschule nicht bestanden haben, leisten ihren langen Zivildiensteinsatz von mindestens sechs Monaten (180 Tagen) in einem SPP. Es gibt zwei SPP:
Pflege und Betreuung
Dieses beinhaltet die Pflege und Betreuung von Mitmenschen. Typische Einsatzorte sind Spitäler, Altersheime, Behindertenwohnheime und -werkstätten, Schulen, Kinderkrippen und Asylheime. Das Pflichtenheft muss einen Anteil von mindestens 30 % an Pflege- oder Betreuungsaufgaben beinhalten. Gemeint sind Tätigkeiten im direkten Kontakt mit den zu betreuenden Personen.
Umwelt- und Naturschutz
Dieses beinhaltet die Themenbereiche Umwelt-, Natur- und Landschaftsschutz, Erhaltung der Artenvielfalt von Fauna und Flora oder Präventionsarbeiten zur Verhinderung von Schäden durch Naturkatastrophen. Das Pflichtenheft muss mindestens 30 % Feld-, Sach- oder wissenschaftliche Arbeiten enthalten, die direkt auf einen der oben genannten Themenbereiche einwirken.

## Zivildienstkleidung
Zivildienstleistende können beim Einsatz zur Kennzeichnung Zivi-Kleider tragen. Sie bestellen die Kleider via Onlineshop. Die Bezahlung erfolgt über ein Punktekonto, dessen Höhe abhängig von den zu leistenden Diensttagen ist.

## Zahlen
Die aktuellen Zahlen finden sich in den Jahresstatistiken ZIVI.

## Revision Zivildienstgesetz
2019 wollte der Bundesrat die Zulassung zum Zivildienst erschweren, weil er durch die vielen Wechsel zum Zivildienst die Bestände der Armee gefährdet sah. Diese Revision des Zivildienstgesetzes scheiterte aber im Juni 2020 in der Schlussabstimmung im Nationalrat. Zuvor wurde bereits das Referendum gegen diese Verschärfungen angekündigt.

## Belege
1. ↑  Bundesamt für Zivildienst ZIVI: Bundesamt für Zivildienst ZIVI. Abgerufen am 11. Dezember 2020.
2. ↑  Schweizerische Eidgenossenschaft: Zivildienstgesetz Art.1. Abgerufen am 11. Dezember 2020 (deutsch).
3. ↑  https://www.zivi.admin.ch/zivi/de/home/themen/arbeitsmarktneutralitaet.html
4. ↑  Zivildienst, Schweizer Fernsehen, 28. September 1996
5. ↑  Hans Rudolf Fuhrer: Zivildienst. In: Historisches Lexikon der Schweiz.
6. ↑  Volksinitiative 'für einen echten Zivildienst auf der Grundlage des Tatbeweises'
7. ↑  1997: erneut weniger Dienstverweigerer, Pressemitteilung der Bundesbehörden, 12. Februar 1998
8. ↑  Verhandlungsheft Militärstrafgesetz (Dienstveweigerer), Dokumentationszentrale der Parlamentsdienste, April 1991
9. ↑  Schweizerische Eidgenossenschaft: Zivildienstgesetz Art.17a. Abgerufen am 11. Dezember 2020 (deutsch).
10. ↑   Guentin Schlapbach: „‚Es war ein bisschen wie eine Inquisition‘. Hürden für den Zivildienst. Die Gewissensprüfung für den zivilen Ersatzdienst weckt bei vielen böse Erinnerungen. Nun wollen Parlamentarier zurück. Aber kann der Staat in die Köpfe seiner Bürger hineinblicken?“. In: Tages-Anzeiger vom 18. Juni 2025, S. 3
11. ↑  Der Zulassungsverlauf, admin.ch
12. ↑  Schweizerische Eidgenossenschaft: Zivildienstgesetz Art.8. Abgerufen am 11. Dezember 2020.
13. ↑  Schweizerische Eidgenossenschaft: Zivildienstgesetz Art.36. Abgerufen am 11. Dezember 2020 (deutsch).
14. ↑  Schweizerische Eidgenossenschaft: Ausbildungskurse. Abgerufen am 15. Januar 2021 (deutsch).
15. ↑  Schweizerische Eidgenossenschaft: Zivildienstverordnung Art.18. Abgerufen am 11. Dezember 2020 (deutsch).
16. ↑  Schweizerische Eidgenossenschaft: Zivildienstverordnung Art.38. Abgerufen am 11. Dezember 2020 (deutsch).
17. ↑  Schweizerische Eidgenossenschaft: Zivildienstgesetz Art. 3a. Abgerufen am 11. Dezember 2020 (deutsch).
18. ↑  Schweizerische Eidgenossenschaft, Bundesamt für Zivildienst: SPP. Abgerufen am 11. Dezember 2020 (deutsch).
19. ↑  Schweizerische Eidgenossenschaft, Bundesamt für Zivildienst: Kleidung ZIVI. Archiviert vom Original (nicht mehr online verfügbar) am 1. Dezember 2020; abgerufen am 11. Dezember 2020 (deutsch).
20. ↑   Jahresstatistiken ZIVI
21. ↑  Schweizerische Eidgenossenschaft, Bundesamt für Zivildienst: Jahresstatistiken. Abgerufen am 31. Januar 2021.
22. ↑  19.020 Bundesgesetz über den zivilen Ersatzdienst. Änderung. In: parlament.ch. Abgerufen am 7. Juli 2020.
23. ↑  Amtliches Bulletin. Abgerufen am 7. Juli 2020.
24. ↑  Höhere Hürden für den Zivildienst scheitern im Parlament. In: sda. tagblatt.ch, 19. Juni 2020, abgerufen am 7. Juli 2020.